# Ínix
Ínix o Inico (en griego antiguo: Ἴνυκτον) fue una antigua ciudad de Sicilia, situada en el suroeste de la isla, a orillas del río Hipsas.
Se la conoce por su relación con los mitos que rodean a Minos y Dédalo. Era la capital del príncipe sicanio Cócalo, quien facilitó refugio al fugitivo Dédalo cuando huía del rey cretense, aunque según otros escritores dicha capital se situaba en Cámico.
Es mencionada en tiempos históricos por Heródoto como el lugar de confinamiento de Escita, rey de Zancle (la moderna Mesina), adonde fue enviado por Hipócrates, tirano de Gela, quien lo había hecho prisionero. Claudio Eliano, que copia a Heródoto, presenta a Escita como nativo de Ínix, pero se trata probablemente de un error.
Platón menciona a Ínix como una población todavía existente en su época, pero más bien como un pequeño lugar (). No obstante, hace alardear al sofista Hipias de Élide de haber sacado de allí la suma de 20 minas.
Parece que siempre siguió siendo un lugar insignificante, probablemente una simple dependencia de Selinunte. De ahí que nunca se haya vuelto a mencionar su nombre, pese a que Esteban de Bizancio nos cuenta que todavía era conocido por la excelencia de su vino. Vibio Secuestre es el único autor que ofrece alguna pista sobre su localización, al decir que el río Hipsas (el moderno Belice) pasaba por ella. Pero en todo caso, tal localización no se ha podido determinar aún.